# ما تريده ولاء (فلم)
ما تريده ولاء هو فيلم وثائقي، من إخراج كريستي جارلاند صدر عام 2018. يحكي الفيلم قصة ولاء خالد فوزي طنجي، وهي شابة متمردة تسعى لتحقيق حلم في أن تصبح واحدة من الضابطات القلائل في قوات الأمن الوطني الفلسطيني.

## جوائز و ترشيحات
في ديسمبر 2018، اختار مهرجان تورونتو السينمائي الدولي الفيلم ضمن قائمة أفضل عشرة أفلام في كندا في نهاية العام السنوي. وفاز الفيلم بجائزة لجنة التحكيم الخاصة للمهرجان في فئة الأفلام الوثائقية الكندية الطويلة.
ترشح المخرج أيضًا لجائزة الدب الكريستالي عن الفيلم لفئة المشاهديم أكبر من 14 عام وجائزة الكوخ الزجاجي للأفلام الوثائقية خلال مهرجان برلين السينمائي الدولي لعام 2018. كما ترشح المخرج أيضًا لجائزة الجمهور خلال مهرجان إدنبرة السينمائي الدولي لعام 2018.
حصل الفيلم على ترشيح لجائزة الشاشة الكندية لأفضل فيلم وثائقي طويل في حفل توزيع جوائز الشاشة الكندية السابع في عام 2019، وترشح المخرج لجائزة أفضل تصوير سينمائي في فيلم وثائقي، وتلقى مايكل آجلوند وجرايم رينج ترشيحات لأفضل مونتاج في فيلم وثائقي.
عُرض الفيلم في مهرجان الأفلام الرائد في الإمارات العربية المتحدة المكرّس للأفلام الفلسطينية عام 2019.
اٌنتج الليلم بتعاون مشترك من إنتاج كريستي جارلاند وجوستين بيملوت وآن كونكي.